# Бижутерия
Бижутерията (от френски: bijuoterie или joaillerie) е изкуството да се произвеждат разнообразни накити и украшения от различни видове материали – благородни и полублагородни метали, скъпоценни, полускъпоценни и изкуствени камъни, дърво, мидени черупки, корали, синтетични материали и други. Най-често срещаните украшения са обици, гривни, огърлици и пръстени, но в зависимост от географското разположение, култура и историческата епоха тяхното разнообразие варира. Най-често използваните метали са сребро, злато и платина. Редица известни художници са се занимавали с дизайн на бижута, като например известният дизайнер и живописец Алфонс Мария Муха.

## Функции
Разнообразни накити са използвани още в древността. Техните функции и предназначение са разнообразни.
- Показ на богатство, заможност
- Функционална употреба – телени копчета, игли, катарами, различни други приспособления за закопчаване на дрехи, обувки, колани и за закрепване на прическата
- Символика – да покаже членство или принадлежност към военна или религиозна организация
- Защита – под формата на амулети, талисмани и магически приспособления.[1]

Повечето култури в даден исторически момент имат практиката да пазят големи количества богатства, съхранявани под формата на бижута. Многобройни култури също така имат практиката да дават сватбени зестри под формата на бижута или монети. Бижутата са използвани и като разменна валута или търговски стоки.
Много елементи от бижутерията, като брошки и катарами, възникнали като чисто функционални, се превръщат по-късно в декоративни елементи.
Бижутата също могат да бъдат символ на членство в група, като в случай на християнското разпятие или еврейската звезда на Давид, или западната практика женените хора да носят брачна халка. Носенето на амулети и медали за преданост, за да се осигури защита или предпазване от злото е често срещано при някои култури.
Едва в края на XIX век с работата на майстори като Петер Карл Фаберже и Рене Лалик изкуството започва да взима предимство пред функцията и богатството. Тази тенденция продължава и днес.

## Материали и технологии
Технологиите и методите на изработване включват коване, леене, запояване или заваряване, рязане, дърворезба и „студено присъединяване“ (използване на лепила, скоби и нитове, за да се съединят отделните части).

### Метали
При създаването на бижута, скъпоценни камъни, монети или други ценни предмети се използват често, и те обикновено са вградени в благородни метали. Сплави на почти всички известни метали се срещат в бижутерията. Бронзът например е предпочитан в римско време.
Модерните бижута обикновено включват злато, бяло злато, платина, паладий, титан, или сребро. Повечето американски и европейски златни бижута са изработени от сплав на златото. Американските бижута имат стандарт, който гласи, че златото трябва да бъде най-малко с 10K чистота (41,7% чисто злато, K означава карат), във Великобритания е 9K (37,5% чисто злато), като най-голямата чистота е до 18K (75% чисто злато). В сплавта на златото обикновено се използва мед (което придава лек червеникав оттенък) и сребро (при което златото изглежда жълтеникаво). Твърде рядко се среща чистота от 22К (91,6% чисто злато) и още по-рядко 24K (99,9% чисто злато), защото при тази чистота металът се счита за твърде мек за направа на бижута в Америка и Европа. Сплави с такава висока чистота обаче се използват широко в Азия, Близкия изток и Африка.
Платиновите сплави са с диапазон от 900 (90% чист) до 950 (95% чист). Среброто се използва в бижутерията в една разновидност – 92,5% сребро. Неръждаема стомана също се използва понякога.

### Мъниста и стъкло
Други често използвани материали са стъкло, емайлирано стъкло, дърво, черупки и други природни находки от животински произход, като слонова кост, естествена глина, но също така и полимерна глина и дори пластмаса. Естествени стъкла, като обсидиана, се използват още през каменната епоха. За първи път производство на стъкло е документирано в Месопотамия и Египет в средата на 4 хилядолетие пр.н.е., когато стъклото за пръв път е използвано като глазура за керамика и други предмети. През I век пр.н.е. се появява техниката на духаното стъкло и дотогава крайно редките и ценни предмети стават много по-обичайни. Мъниста (още „синци“, дума с произход волжко-български/древночувашки ǯinǯü, през пратюркски jänčü) често се използват в бижутерията – в колиета, гривни, обици, колани и пръстени. Бродерията с миниатюрни мъниста, която е популярен вид ръчна изработка по време на Викторианската епоха, се радва на възраждане в съвременната направа на бижута. Украшения, направени от мъниста са също така много популярни в много африкански страни и при коренното население на Северна Америка.
Мурански и венециански майстори разработват кристалното стъкло, емайлираното стъкло, стъклото с нишки от злато, многоцветното стъкло, млечното стъкло и разнообразни имитации на скъпоценни камъни, изработени от стъкло. От X век Венеция се превръща в център на производството на стъкло. Разработени са много нови техники и градът става център на печеливша експортна търговия. Венецианското стъкло е високо ценено между X и XIV век, защото венецианците успяват да запазят процеса в тайна.

### Диаманти
Диамантът е най-твърдият от естествено образуваните минерали, шлифован обикновено с форма на брилянт, той е сред най-ценените скъпоценни камъни в бижутерията. Диаманти за първи път са добити в мини в Индия През 1994 г. се добиват 55 милиона карата, а световните запаси към същата година се изчисляват на над 1,5 милиарда карата. От тях 365 милиона карата са ювелирни, а на африканските находища се падат около 1000 млн. карата. През 2005 г. Австралия, Ботсвана, Русия и Канада са сред основните източници за производство на диаманти.
Днес диамантите са най-популярни при годежните пръстени, традиция, която може би стартира с брака на Максимилиан I и Мария Бургундска през 1477 г.
Най-големият диамант намерен е Кулинан, с маса от 3106 карата и размери 100/65/50 mm. Намерен е в мината „Премиер“ край гр. Претория в РЮА. В същия рудник през 1919 г. е намерен и вторият по големина диамант в света с маса 1500 карата, за който обаче няма сигурни данни. Затова за втори по големина се счита един черен диамант без име с маса 1000 карата. Не е ясно къде точно е намерен, но се предполага, че в Бразилия или Централна Африка. На трето място е Екселсиор с 995 карата, открит също в РЮА.

### Кехлибар
Кехлибарът или още наричан янтар (под влияние от руски език) е вкаменена дървесна смола от иглолистни дървета, която с течение на времето се е втвърдила и е образувала този древен органичен скъпоценен камък, който представлява аморфен полимер и не образува кристали. Цветът му е от жълт до червен, често с включения от растителни частици, насекоми и други, което увеличава цената му.
Камъкът трябва да бъде най-малко на един милион години, за да бъде класифициран като кехлибар, като възрастта му може да достигне до 120 милиона години. Образуван е през терциера главно по бреговете на Балтийско море. Днес залежите в Калининградска област представляват поне 90% от световните. Янтарът се среща също така в Сицилия (наричан симетит), в Румъния (румънит), в Мианмар (бирмит), в Канада, в някои райони на Атлантическото крайбрежие на САЩ, Доминиканската Република, в Украйна и в незначителни количества по крайбрежието на прибалтийските страни.
Използва се като електроизолационен материал, за получаване на янтарна киселина, лакове и в бижутерията. В парфюмерията натуралният комплекс от кехлибар осигурява дълготрайност и пълнота в ароматното качеството на композицията. Ароматния кехлибар създава много опиянителна екзотична чувственост на парфюма. Давани са му редица поетични имена като „сълзите на морето“, „дар от слънцето“ и други.

### Рубин, Сапфир, Тюркоаз
Рубинът най-често е с интензивен червен цвят и един от най-ценените камъни в бижутерията в продължение на хилядолетия. Цветовете на рубините обаче варират от дълбоко розово до наситено червено с виолетов оттенък. Най-висока стойност имат рубини с цвят, наречен „гълъбова кръв“ – червен с леко виолетов оттенък. В Римската империя рубинът е на особена почит и се цени повече от диамантите. Най-известните рубини са „Северната звезда“, намиращ се в Музея по естествена история в Ню Йорк, както и „Рубинът на Едуард“, съхраняван в Британския музей по естествена история в Лондон.
Друг популярен скъпоценен камък е сапфирът. Най-често срещаният му цвят е синият, но има голямо разнообразие от пурпурносини, зелени, жълти, безцветни, оранжеви и розовооранжеви. Тези камъни много често се използват за украса на корони. Те са едни от най-твърдите естествени камъни. Тъмносиният сапфир „Свети Едуард“ се намира в центъра на кръста на короната на Британската империя. Короната на Руската империя е украсена от два големи сапфира с тежест 258 и 200 карата. От сапфир са издялани бюстове на трима американски президенти Джордж Вашингтон (1997 карата), Ейбрахъм Линкълн (2302 карата) и Дуайт Айзенхауер (2097 карата).
Тюркоазът е с много специфичен синьо-зелен цвят, макар да варира в разнообразни нюанси: жълт, зелен, син, които се доближават до синьото. Находища на този минерал са известни в Средна Азия (Иран, Узбекистан, Казахстан, Таджикистан), Китай, САЩ, Австралия и други страни. Често се свързва с индианската бижутерия.

## История

### Ранна епоха
В началото бижутата са изработвани от полиран камък или миди.
Първите достигнали до нас украшения са от епохата на палеолита. В пещера в Мароко са открити мъниста от черупките на морските охлюви Nassarius, които датират от около 110 000 години пр.н.е. В Кения са открити продупчени мъниста, направени от черупката на щраусови яйца, които са на 40 000 години. През неолита започват да се използват по-меки материали като кост, зъби, дърво, камък и рог. Друго нововъведение от тази епоха е керамиката.
Съществено изменение настъпва през халколита, когато започват да се обработват металите. Огърлиците, медальоните, пръстените, наушниците, коланните токи, обковите са изработвани от мед, бронз, злато и сребро, като едновременно с това се усъвършенства обработката на най-различни скъпоценни камъни. Грубо казано това е периодът между 5000 – 6000 г. пр.н.е. От този период в България най-старите известни накити са от Варненския халколитен некропол, датирани 4400 – 4100 г. пр.н.е. Те са изработени от ковано злато и включват диадема, обици, огърлица, нагръдник, гривни и токи за колан. Смята се, че находките от „Варненското злато“ са най-старото технологично обработено злато в Европа и света.
Древните египтяни предпочитат лукса, уникалността и употребата на злато пред други метали. Бижутерията в Египет символизира сила, обществен статус, връзка с божественото на притежателя им и религиозна власт в общността, затова е характерна за богатите египтяни. В Древна Гърция предпочитаните скъпоценни камъни са изумруди, опали, аметисти и перли. Техниката на запояване на метали е разработена в Месопотамия и Египет през третото хилядолетие пр.н.е. По същото време на територията на днешна Сирия започва производството и обработката на стъкло. Едни от първите бижутерийни техники са изработени в този период в Шумер. Някои от тях се използват и до днес – филигран, гранулиране, щамповане, инкрустация. В България от този период е Вълчитрънското златно съкровище. В Китай най-почитан е нефрита.

### Средновековие
Украшенията и накитите на меровингите и келтите в голяма степен следват традициите на римската бижутерия, макар понякога да са считани за „варварски“, въпреки че стилово са много близки до тези на вече покорената империя. Характерно е използването на апликации от скъпоценни камъни. Закопчалки, амулети и пръстени с печат са най-често срещаните бижута. По времето на царуването на император Юстиниан I излиза закон, в който се посочва, че сапфирите, изумрудите и перлите са за употреба изключително от императора. На всеки се дава обаче правото да носи златен пръстен.
Съществуват индийски и арабски документи, които описват използването на диамантен прах за обработка и полиране на скъпоценни камъни. Около VIII век става много популярна украсата на оръжия.
След кристоносните походи ново огромно количество предмети и украшения от благородни метали и скъпоценни камъни е пренесено в Западна Европа. Наследникът на Римската империя, Византия, продължава традициите на римската бижутерия, но с известни разлики. От една страна започват да преобладават религиозните тематики, а от друга се използва само лека позлата от чисто злато (използват се тънки и меки листа злато вместо твърдо масивно злато) като акцентът се поставя върху полускъпоценни и скъпоценни камъни. Традиционно по това време собственикът е погребван заедно със своите бижута.
На север, в Киевска Рус, която има роднински и тесни религиозни връзки с византийския двор, се усеща влиянието на имперския стил в изработването и начина на носене на накитите. От друга страна се усеща влиянието и на традициите на северните народи, както и на настъпващите от изток племена. Това води до оформянето по-късно на собствен бижутерски стил в Русия.
През XIII – XIV век в Испания, Франция и Англия са приети закони, които установяват правилата за носенето на накити: видовете метали и типовете скъпоценни камъни се определят съгласно статута и имуществения ценз на даден индивид в обществото. По същото това време в далечен Китай започва култивирането на перли. В ислямския свят са обработвани таблично диаманти. Константинопол пада през 1453 г. и богатствата му се пренасят във Венеция и Генуа, които стават новите културни и търговски центрове на Европа, даващи тласък на Възраждането. Първият годежен пръстен с диамант е подарен през 1477 г. на Мария Бургундска от Максимилиан I фон Хабсбург (по-късно император на Свещената Римска империя).

### Ренесанс
Епохата на Възраждането се характеризира с географски и научни открития, които разширяват сферата на търговията и с това достъпа до скъпоценни камъни и други материали на бижутерията.
Завладяването на Централна и Южна Америка от европейците води до изнасянето за Европа на огромни количества злато, сребро и скъпоценни камъни. Изумрудите на Колумбия се оказват с много по-добро качество от дотогава известните и стават любими камъни в ислямските страни и Индия. От Бразилия е докаран амазонит. Откриването на морския път до Индия дава възможност за пряка търговия, заобикаляйки монопола на Венеция и Генуа. Португалия става основен доставчик на диаманти в Европа, тъй като има няколко африкански колонии.
Това е периодът, когато живее и твори Бенвенуто Челини – известен музикант, скулптор и бижутер, който създава множество произведения по поръчка на висшето общество. Той също така документира технологиите и инструментите за обработката на диаманти през XVI век.
От този период в България е Чипровската златарска школа, изветсна с обкови на евангелие и сребърни чаши.
Малко по-късно Франция става световна столица на разкоша. Луи XIV, наричан кралят-слънце е известен със своята разточителност, той дори използва диаманти за кончета. Носенето на бижута отново се превръща в показ на могъщество и богатство.

### Съвременна бижутерия
За съвременен период може да се счита XX и XXI век. През 1919 г. фасетирането на диаманти е поставено на научни основи. През 1922 г. е открита гробницата на Тутанкамон, което предизвиква възобновен интерес към египетската култура и изкуство, като египетският стил става на мода. Международната изложба на приложните изкуства в Париж през 1925 г. показва образци на изящни ювелирни изделия. През 30-те навлиза като стандарт 14-каратовото злато. През 1934 година са изработени първите синтетични изумруди, а през 40-те излизат нови технологии и се появяват нови материали, използвани в бижутерията. През 1948 година излиза популярната рекламна фраза „Диамантът е завинаги“ (A diamand is forever). В края на 1954 г. компанията „Дженерал Електрик“ създава диаманти в лабораторни условия.
Модерното движение в бижутерията започва в края на 40-те години на XX век, след края на Втората световна война. Отново се появява интереса към бижутерията като към изкуство. Появата на нови материали като пластмаси и нови видове глина, както и нови техники за оцветяване води до по-голямото разнообразие в стиловете. Бижутата от полимерна глина стават едни от най-популярните масови аксесоари. Други подобрения, като например подобрен начин за добиване на перли, както и подобряване на качествто на синтетичните скъпоценни камъни спомага за достъпността на бижутата и предлагането им на широки слоеве от населението.
3D принтирането като производствена техника придобива все по-голяма популярност сред изработката на бижута днес. С помощта на този производствен метод дизайнът на бижута става достъпен за все по-голям брой хора – хоби творци. Важно предимство при използването на 3D печат за направата на накити са сравнително ниските разходи за прототипи и консумативи, уникалните и персонализирани дизайни. Формите, които са трудни или невъзможни за създаване на ръка, често могат да бъдат реализирани лесно чрез 3D печат. Популярните материали за изработка включват полиамид, стомана и восък (последният се ползва за по-нататъшна обработка). Всеки материал за печат има своите собствени ограничения, които трябва да се вземат предвид при проектирането на бижуто с помощта на софтуер за 3D моделиране.